# Mas Lloet de Baix
El Mas Lloet de Baix és una masia de Castellví de la Marca (Alt Penedès) inclosa a l'Inventari del Patrimoni Arquitectònic de Catalunya.

## Descripció
És un edifici aïllat compost de planta baixa i dos pisos, amb façana de composició simètrica i coberta a dues aigües. Obertures d'arc rebaixat motllurat amb decoracions d'elements florals i fulles d'acant estilitzades i galeria superior d'arcs de mig punt sobre fines columnes ornamentades amb espirals, capitells vegetals i balaustres. Coronament de línies ondulades i línies de separació de pisos. Masoveria més antiga adossada, composta de planta baixa, pis i teulada a dues aigües.
Segons testimoni verbal dels habitants, va ser construïda l'any 1911.